# دسته گلدان بز کوهی
دسته گلدان بز کوهی یکی از آثار به جای مانده مربوط  به دوران هخامنشیان است. جنس این عتیقه نقره با روکش طلا است. در این اثر باستانی سم‌های بز کوهی بر روی ماسک موجودی اساطیری ترکیب شده از صورت انسان و شاخ بز قرار گرفته‌است. این موجود ترکیبی جهنده به روش ریخته گری ساخته شده‌است. بال‌های زیبا و شاخ‌های این بز کوهی، سمبل سرزندگی و انرژی حیوان در هنر هخامنشی است. پاهای بز کوهی به ماسک موجودی اساطیری با نام سیلنوس (موجودی تلفیق شده از انسان و بز) ختم می‌گردد. این دسته گلدان مربوط به گلدانی فلزی بوده‌است.این دسته گلدان اکنون در موزه ی لوور پاریس نگهداری میشود.